# Висконсин
Виско́нсин (англ. Wisconsin, американское произношение: [wᵻˈskɒnsᵻn] (слушать)о файле) — штат США, находящийся на севере центральной части страны. Столицей штата является город Мадисон, крупнейшим городом — Милуоки. Штат граничит с Миннесотой на западе, Айовой на юго-западе, Иллинойсом на юге, озером Мичиган на востоке, штатом Мичиган на северо-востоке и озером Верхним на севере. Висконсин занимает 23-е место среди штатов по площади и 20-е место по количеству населения. Территория штата поделена на 72 округа.
География Висконсина довольно многообразна, Северное нагорье и Западная возвышенность вместе с частью Центральной равнины занимают западную часть штата, а низменности простираются к берегам озёр Мичиган и Верхнего. Висконсин является вторым после Мичигана штатом по длине береговой линии Великих озёр.
Висконсин известен как «молочная ферма Америки», поскольку штат является одним из ведущих производителей молочных продуктов. Обрабатывающая промышленность и туризм также являются важными отраслями экономики штата.

## Этимология
Штат назван по имени реки Висконсин. Хотя точная этимология этого названия неизвестна, считается, что оно пришло в английский язык через французскую интерпретацию индейского названия. Французский исследователь Жак Маркетт стал первым европейцем, достигшим реки Висконсин, он побывал там в 1673 году и назвал эту реку Meskousing в своём журнале. Скорее всего, французы записали Meskousing как слово мискасинсин из алгонкинских языков, значащее «место красного камня». Однако возможно, что название произошло из языка оджибве и означает «собрание вод» или «большая скала». Позднее название было искажено другими французскими исследователями как Ouisconsin, под этим названием река и окружающая её местность были отмечены на французских картах, а в начале XIX века новоприбывшие англоязычные поселенцы англифицировали его к нынешнему виду.
Текущее произношение было официально утверждено легислатурой территории Висконсин в 1845 году. Название обычно сокращается как WI, Wis или Wisc.

## История
За последние 12 000 лет на территории Висконсина сменилось множество культур. Первые люди появились здесь около 10 000 лет до н. э., в период Висконсинского оледенения. Это были палеоиндейцы, которые охотились на ныне вымерших животных ледникового периода, о чём свидетельствует Боазский мастодонт — скелет мастодонта, обнаруженный вместе с охотничьим копьём на юго-западе Висконсина. После окончания ледникового периода около 8 000 лет до н. э. люди последующего архаического периода жили охотой, рыболовством и сбором диких растений. Сельскохозяйственное общество постепенно возникло в течение Вудлендского периода (примерно 1000 год до н. э. — 1000 год н. э.). К концу этого периода Висконсин был центром культуры строителей курганов, которая оставила после себя тысячи фигурных курганов. Количество курганов на территории Висконсина превышает их количество на всей остальной территории США. Позднее, между 1000 и 1500 годами, миссисипской и онеотской культурой были построены довольно крупные поселения, в том числе укреплённая деревня около Азталана на юго-востоке штата. Онеота могут быть предками современных айова и виннебаго, которые делили висконсинский регион вместе с меномини ко времени контакта с европейцами. Остальные американские индейцы, населявшие Висконсин во время европейской колонизации, включая племена оджибве, потаватоми, сауки, фоксы и кикапу, мигрировали в Висконсин с востока в период XVI—XVII веков.
В 1634 году французский первооткрыватель Жан Николе, пытаясь найти Северо-западный проход, высадился недалеко от Грин-Бея и стал первым европейцем на территории современного Висконсина. Пьер-Эспри Радиссон и Шуар де Грозелье посещали район Грин-Бея в 1654—1666 годах и залив Шекуамегон Верхнего озера в 1659—1660, где торговали мехом с местными индейцами. В 1673 Жак Маркетт и Луи Жолье впервые пересекли Висконсин на каноэ по рекам Фокс и Висконсин, добравшись таким образом до Миссисипи. Область принадлежала Франции до 1763 года, но после Семилетней войны отошла к Великобритании.
После Американской Революции Висконсин стал частью Северо-западной территории США, однако до англо-американской войны 1812—1815 годов британцы фактически продолжали контролировать эту местность. По мере расщепления данной территории, Висконсин становился частью Индианской, Иллинойской и Мичиганской территорий. Территория Висконсин организована 3 июля 1836 и стала тридцатым штатом 29 мая 1848.
Под контролем США основной отраслью экономики Висконсина вместо торговли мехом стала горная промышленность. В первой половине XIX века Висконсин был важным источником свинца. Когда договоры и войны с индейцами открыли территорию белым поселенцам, в южную часть Висконсина устремились тысячи шахтёров, многие из них были иммигрантами из Корнуолла. Одно время Висконсин производил более половины американского свинца. Во время свинцового бума казалось даже, что богатый металлом юго-запад штата станет самым населённым, и город Бельмонт ненадолго стал его столицей. Правда, к концу 1840-х легкодоступные запасы были в основном истощены, и многие шахтёры были утянуты калифорнийской золотой лихорадкой. Висконсин всё ещё полон отголосками событий этого периода. Галенит является символом («официальным минералом») штата, и Висконсин прозван «штатом барсуков», так как многие шахтёры, которые приезжали быстрее, чем строилось жильё, жили вместе с семьями прямо в шахтах, как барсуки в норах. Такие названия населённых пунктов, как Минерал-Пойнт, также напоминают об этом периоде истории Висконсина.
В конце XIX и начале XX века в Висконсине осели тысячи иммигрантов из Германии и Скандинавских стран.
В 1941—1943 в Висконсине возле города Барабу был построен крупнейший в мире завод по производству боеприпасов Badger Army Ammunition Plant на площади в 30 км².
В честь штата были названы два линкора: USS Wisconsin (BB-9) и USS Wisconsin (BB-64).

## География
Северную границу штата составляют озеро Верхнее с островами Апосл и сложная граница с штатом Мичиган, которая идёт местами по рекам Монтреол и Меномини. На востоке Висконсин граничит с озером Мичиган, на юге с Иллинойсом по параллели 42° 30’, а на западе с Айовой и Миннесотой, в основном по рекам Миссисипи и Сент-Крой.
Висконсин делится на пять географических районов. Постепенно поднимающаяся к югу равнина вдоль озера Верхнего покрыта ясенево-берёзовыми лесами. К югу от неё лежит покрытое смешанным лесом Северное нагорье, в котором находится самая высокая точка штата, 595-метровая гора Тимс-Хилл. Лежащая в середине штата Центральная равнина содержит характерные песчаниковые образования вроде ущелья, по которому протекает река Висконсин. Это самая плодородная часть штата, хотя населена не густо, и в ней ещё сохранилась большая часть лиственных лесов. Восточная часть штата состоит из двух параллельных цепей низких холмов, окружённых равнинами. В ней проживает большая часть населения штата, и лес там в основном уступил место городам и фермам. Наконец, Западная возвышенность — пересечённая, с редким населением местность — остатки гор, не сглаженных ледниками в ледниковом периоде.
Разнообразный ландшафт штата, особенно тысячи образованных ледниками озёр, привлекает туристов. Зимой популярны такие развлечения, как езда на лыжах, подлёдный лов рыбы и гонки на аэросанях. Летом занимаются водным спортом, ловлей рыбы и собиранием ягод.
Самопродвижение Висконсина как «молочной фермы Америки» часто приводит к заблуждению, что это — исключительно сельскохозяйственный штат. На самом деле, в Висконсине есть города всех размеров — от Милуоки, города немного больше Бостона, до маленьких городков, которые служат центрами для окружающих их сельскохозяйственных районов.

### Климат
Климат Висконсина является резко континентальным, немного смягчённым в районе озёр Мичиган и Верхнего. Самая высокая температура за всю историю наблюдений была зафиксирована 13 июля 1936 года в Уисконсин-Делс — +46 °C. Самая низкая температура была зарегистрирована 2 и 4 февраля 1996 года в деревне Коудери, когда она опустилась до −48 °C. За зиму выпадает обычно от 75 см снега на юге до 250 см в северной части штата.
| Климатограмма Милуоки                                       | Климатограмма Милуоки | Климатограмма Милуоки | Климатограмма Милуоки | Климатограмма Милуоки | Климатограмма Милуоки | Климатограмма Милуоки | Климатограмма Милуоки | Климатограмма Милуоки | Климатограмма Милуоки | Климатограмма Милуоки | Климатограмма Милуоки |
| ----------------------------------------------------------- | --------------------- | --------------------- | --------------------- | --------------------- | --------------------- | --------------------- | --------------------- | --------------------- | --------------------- | --------------------- | --------------------- |
| Я                                                           | Ф                     | М                     | А                     | М                     | И                     | И                     | А                     | С                     | О                     | Н                     | Д                     |
| 40 0 −10                                                    | 57 2 −8               | 54 7 −3               | 97 14 3               | 91 21 8               | 109 27 14             | 97 32 16              | 105 28 17             | 89 24 12              | 72 17 6               | 66 9 −1               | 58 2 −8               |
| Температура в °C • Сумма осадков в мм Источник: weather.com |                       |                       |                       |                       |                       |                       |                       |                       |                       |                       |                       |

| Климатограмма Сьюпириора                                    | Климатограмма Сьюпириора | Климатограмма Сьюпириора | Климатограмма Сьюпириора | Климатограмма Сьюпириора | Климатограмма Сьюпириора | Климатограмма Сьюпириора | Климатограмма Сьюпириора | Климатограмма Сьюпириора | Климатограмма Сьюпириора | Климатограмма Сьюпириора | Климатограмма Сьюпириора |
| ----------------------------------------------------------- | ------------------------ | ------------------------ | ------------------------ | ------------------------ | ------------------------ | ------------------------ | ------------------------ | ------------------------ | ------------------------ | ------------------------ | ------------------------ |
| Я                                                           | Ф                        | М                        | А                        | М                        | И                        | И                        | А                        | С                        | О                        | Н                        | Д                        |
| 20 −6 −15                                                   | 20 −3 −12                | 38 2 −6                  | 62 8 0                   | 80 14 5                  | 104 20 10                | 100 24 14                | 96 23 14                 | 104 19 9                 | 76 12 3                  | 51 4 −4                  | 28 −3 −12                |
| Температура в °C • Сумма осадков в мм Источник: weather.com |                          |                          |                          |                          |                          |                          |                          |                          |                          |                          |                          |

| Климатограмма Уисконсин-Делс                                | Климатограмма Уисконсин-Делс | Климатограмма Уисконсин-Делс | Климатограмма Уисконсин-Делс | Климатограмма Уисконсин-Делс | Климатограмма Уисконсин-Делс | Климатограмма Уисконсин-Делс | Климатограмма Уисконсин-Делс | Климатограмма Уисконсин-Делс | Климатограмма Уисконсин-Делс | Климатограмма Уисконсин-Делс | Климатограмма Уисконсин-Делс |
| ----------------------------------------------------------- | ---------------------------- | ---------------------------- | ---------------------------- | ---------------------------- | ---------------------------- | ---------------------------- | ---------------------------- | ---------------------------- | ---------------------------- | ---------------------------- | ---------------------------- |
| Я                                                           | Ф                            | М                            | А                            | М                            | И                            | И                            | А                            | С                            | О                            | Н                            | Д                            |
| 29 −3 −14                                                   | 32 0 −12                     | 54 7 −6                      | 85 14 0                      | 95 21 6                      | 119 26 12                    | 106 28 14                    | 112 27 13                    | 89 22 8                      | 61 16 2                      | 59 7 −4                      | 40 −1 −12                    |
| Температура в °C • Сумма осадков в мм Источник: weather.com |                              |                              |                              |                              |                              |                              |                              |                              |                              |                              |                              |

## Население
| 1820       | 1830       | 1840       | 1850       | 1860       | 1870       | 1880       | 1890       | 1910       |
| ---------- | ---------- | ---------- | ---------- | ---------- | ---------- | ---------- | ---------- | ---------- |
| 1444       | ↗3635      | ↗30 945    | ↗305 391   | ↗775 881   | ↗1 054 670 | ↗1 315 457 | ↗1 693 330 | ↗2 333 860 |
| 1920       | 1930       | 1940       | 1950       | 1960       | 1970       | 1980       | 1990       | 2000       |
| ↗2 632 067 | ↗2 939 006 | ↗3 137 587 | ↗3 434 575 | ↗3 951 777 | ↗4 417 731 | ↗4 705 767 | ↗4 891 769 | ↗5 363 675 |
| 2010       | 2015       | 2020       |            |            |            |            |            |            |
| ↗5 686 986 | ↗5 771 337 | ↗5 893 718 |            |            |            |            |            |            |

Согласно оценкам Бюро переписи населения США, население Висконсина составляло 5 726 398 жителей на 1 июля 2012 года, что на 0,7 % больше по сравнению с данными переписи населения 2010 года.
С момента основания штата его население было этнически неоднородным. После французских торговцев мехом следующая волна поселенцев состояла из шахтёров, многие из которых были корнцами, они селились в юго-западной части штата. В следующей волне преобладали «янки», мигранты английского происхождения из Новой Англии и штата Нью-Йорк, в годы становления штата они доминировали в сферах тяжёлой промышленности, финансов, политики и образования. В период 1850—1900 годов большое количество европейских иммигрантов последовало за ними, в том числе немцы, скандинавы (преимущественно норвежцы) и небольшие группы бельгийцев, голландцев, швейцарцев, финнов, ирландцев, поляков, итальянцев и других. В XX веке прибыло большое количество мексиканцев и афроамериканцев, которые осели в основном в Милуоки, а после окончания войны во Вьетнаме возник приток хмонгов.
По данным на 2012 год, в расовом составе населении штата 88,2 % белых, 6,5 % афроамериканцев, 1,1 % коренных американцев, 2,5 % азиатов, 1,7 % смешанного происхождения. 6,2 % от общей численности населения имеют испанское или латиноамериканское происхождение (любой расы).
По этническому происхождению в Висконсине выделяются шесть крупнейших групп: немцы — 42,6 %, ирландцы — 10,9 %, поляки — 9,3 %, норвежцы — 8,5 %, англичане — 6,5 %, итальянцы — 6,1 %. Этническая группа немецкого происхождения является крупнейшей в каждом округе, кроме Меномини (американские индейцы), Тремполо и Вернона (в обоих — норвежцы). В Висконсине самая большая доля жителей польского происхождения среди всех штатов. Хотя немцы расселялись по всему штату, наибольшая концентрация их в районе Милуоки. Норвежцы населяют в основном лесозаготовительные и сельскохозяйственные регионы на севере и западе штата. Ирландские, итальянские и польские иммигранты поселились преимущественно в городах. Афроамериканцы, начиная с 1940-х годов, приезжают и оседают в Милуоки. Округ Меномини является единственным округом в восточной части Соединённых Штатов с индейским большинством.
Каждый третий житель азиатского происхождения является хмонгом, значительные общины этой этнической группы есть в Милуоки, Уосо, Грин-Бей, Шебойгане, Аплтоне, Мадисоне, Ла-Кросе, О-Клэре, Ошкоше и Манитовоке.
Среди жителей штата 71,8 % родились в самом Висконсине, 22,7 % в других штатах США, 0,8 % в Пуэрто-Рико, и 4,7 % — в других государствах.

## Религия
Христианство является преобладающей религией Висконсина. По состоянию на 2000 год выделялись три крупнейшие конфессии: католики, основные протестанты и евангелисты. Больше всего прихожан у Католической церкви. Распределение населения штата по вероисповеданию:
- Христиане — 81 %
  - Протестанты — 50 %
    - Лютеранство — 23 %
    - Методизм — 7 %
    - Баптизм — 5 %
    - Пресвитерианство — 2 %
    - Объединённая Церковь Христа 2 %
    - Другие протестантские церкви — 15 %

  - Римско-Католическая церковь — 29 %
  - Другие христианские церкви — 2 %
- Другие религии — 1 %
- Неприсоединённые — 15 %

## Крупнейшие города
- Колби[англ.] (Colby) — известен своим сыром колби[англ.], ингредиентом американского сыра.

## Преступность
Согласно статистике ФБР за 2012 год, в Висконсине было совершено 173 умышленных убийства и убийств по халатности, 1219 изнасилований, 4622 грабежей, 10050 отягощённых нападений и 140513 имущественных преступлений. В расчёте на 100 тысяч жителей уровень преступности в штате заметно ниже, чем в целом по США, например, убийств совершается более чем на треть меньше.

## Политика
В политической истории Висконсина присутствуют такие разные фигуры, как Роберт Лафоллет, один из глав Прогрессивного движения начала двадцатого века, и лидер борьбы с коммунизмом в начале холодной войны Джозеф Маккарти. В последнее время штат считается одним из наиболее левых. В последние пять выборов президента жители голосовали за кандидата Демократической партии; однако в 2000 и 2004 годах демократы победили с очень небольшим отрывом — 5700 и 11 000 голосов. В 1982 году Висконсин стал первым штатом, запретившим дискриминацию по сексуальной ориентации.
Как многие другие штаты, Висконсин делится на определённые политические области. Самая консервативная часть штата — пригороды Милуоки, а самая либеральная — сам город Милуоки, который ещё в 1910 году стал первым большим городом в Америке, выбравшим мэром социалиста (Эмиля Зейделя).

## Экономика
В 2010 году объём валового внутреннего продукта Висконсина составил 248 300 000 000 долларов США, по этому показателю штат занимает 21-е место среди остальных. Производство, сельское хозяйство и здравоохранение являются ведущими отраслями экономики штата. В 2008 году в Висконсине было произведено промышленной продукции на сумму $ 48,9 миллиардов долларов, что является десятым результатом по США, составляя 3 % от промышленного производства всего государства. На промышленное производство приходится около 20 % объёма ВВП, здесь Висконсин занимает третье место среди всех штатов.
Висконсин производит около четверти всего сыра страны, что является крупнейшим показателем в США. У штата также второе место после Калифорнии по производству молока, а в расчёте производства молока на душу населения штат занимает третье место после Айдахо и Вермонта. Висконсин занимает второе место по производству сливочного масла, производя около четверти всего масла страны. Висконсин — крупный производитель не только молочных продуктов, но также пива и колбас, а также крупнейший из штатов производитель клюквы, женьшеня и писчебумажных продуктов. Штат является также ведущим производителем овса, картофеля, моркови, кислой вишни, кленового сиропа и сладкой кукурузы. О значении сельского хозяйства для штата говорит то, что на памятном двадцатипятицентовике Висконсина изображены корова, головка сыра и початок кукурузы.
В штате Висконсине проходит несколько всеамериканских фестивалей вроде самолётной выставки Ошкош.
Город Уисконсин-Делс (англ. Wisconsin Dells) претендует на роль «Мировой столицы аквапарков», являясь лидером соответствующего направления туристической индустрии. В этом городе сосредоточено 18 аквапарков только в закрытых помещениях.
Наконец, Университет Висконсина-Мадисона — международный центр по исследованию стволовых клеток, руководит которым член Академии наук США профессор Джеймс Томсон.

## Культура
Висконсин часто называют «молочной фермой Америки», поскольку этот штат знаменит производством сыра. Согласно распространённому стереотипу, Висконсин — это глубинка, где нет ничего, кроме коров. Жителей штата иногда в шутку называют cheeseheads — «сырные головы». Поскольку в начале XX века, как и другие штаты континентального севера, Висконсин был заселён в основном немцами, в нём производится и потребляется большое количество пива.
Два главных города Висконсина — Милуоки и столица Мадисон — это центры культурной жизни штата. В Мадисоне находится Университет Висконсина-Мадисона, один из лучших публичных университетов США, и маленький город построен в основном вокруг него. Напротив, Милуоки — большой город и часть чикагского мегалополиса. Музей искусств Милуоки известен своей своеобразной архитектурой.